# Le Fléau de Breslau
Pour les articles homonymes, voir Breslau (homonymie) et Fléau.
Pour plus de détails, voir Fiche technique et Distribution.
Le Fléau de Breslau (Plagi Breslau) est un thriller polonais écrit, coproduit et réalisé par Patryk Vega (pl), sorti en 2018.
Inspiré de la série de romans policiers de Marek Krajewski dont l'action se déroule dans la Wrocław d’avant-guerre. Breslau est l’ancien nom allemand de la ville qui jusqu'en 1945 était allemande.

## Synopsis
Helena Ruś (Małgorzata Kożuchowska), inspectrice de la police polonaise de Wrocław, enquête sur un tueur en série qui sévit dans la ville. Le premier cadavre non identifié est trouvé cousu dans une peau de taureau. Les autres victimes sont du même genre ː toutes exécutés comme au XVIIIe siècle et retrouvées à dix-huit heures précises.

## Fiche technique
Sauf indication contraire, les informations mentionnées dans cette section peuvent être confirmées par la base de données cinématographiques IMDb,  présente dans la section « Liens externes ».
- Titre original : Plagi Breslau
- Titre français : Le Fléau de Breslau
- Réalisation et scénario : Patryk Vega (pl)
- Décors : Aniko Kiss et Agata Strożyńska
- Costumes : Małgorzata Bednarek
- Musique : Lukasz Targosz
- Photographie : Mirosław Brozek
- Montage : Tomasz Widarski
- Production : Jerzy Dzięgielewski, Grzegorz Esz et Maciej Sojka
- Production déléguée : Patryk Vega
- Sociétés de production : Showmax ; Vega Investments (production déléguée)
- Sociétés de distribution : Showmax (Pologne) ; Netflix (monde)
- Pays d’origine :  Pologne
- Langue originale : polonais
- Format : couleur
- Genre : thriller
- Durée : 93 minutes
- Dates de sortie :
  - Belgique : 29 novembre 2018 (avant-première mondiale)
  - Pologne : 10 décembre 2018 (avant-première à Wrocław)
  - Monde : 22 avril 2020 (Netflix)

## Distribution
- Małgorzata Kożuchowska (VF : Marie Bouvier) : Helena Ruś
- Daria Widawska (pl) (VF : Vanina Pradier) : Magda Drewniak / Iwona Bogacka
- Tomasz Oświeciński (pl) (VF : Florian Wormser) : Jarek « Bronson »
- Katarzyna Bujakiewicz (pl) : Nastka, la femme de « Bronson ».
- Andrzej Grabowski (VF : Daniel Kenigsberg) : le procureur
- Iwona Bielska (pl) (VF : Coco Noël) : une pathomorphologiste
- Ewa Kasprzyk (pl) (VF : Martine Irzenski) : Alicja Drewniak

 Source et légende : version française (VF) sur RS Doublage et carton du doublage français du film.

## Production
Le tournage a lieu à Wrocław en Pologne.